# Корона (2-й сезон)
Второй сезон сериала «Корона» рассказывает о жизни и правлении королевы Елизаветы II. Он состоит из десяти эпизодов и был выпущен на Netflix 8 декабря 2017 года.
Клэр Фой исполняет роль Елизаветы. В сериале также снимались Мэтт Смит, Ванесса Кирби, Джереми Нортэм, Антон Лессер, Грег Уайз, Виктория Хэмилтон, Мэттью Гуд, Алекс Дженнингс и Лия Уильямс. Оригинальные актёры основного актёрского состава Джаред Харрис, Джон Литгоу и Бен Майлз также возвращаются в эпизодических ролях.

## Сюжет
«Корона» рассказывает о жизни королевы Елизаветы II с её свадьбы в 1947 году до наших дней. Второй сезон охватывает период времени между 1956 и 1964 годами. Сезон начинается с Суэцкого кризиса в октябре 1956 года и включает в себя такие события, как открытие летних Олимпийских игр 1956 года в Мельбурне принцем Филиппом, отставка Энтони Идена с поста премьер-министра и приход к власти Гарольда Макмиллана в январе 1957 года, первое рождественское обращение Елизаветы II по телевидению в декабре 1957 года, рождение принца Эндрю в феврале 1960 года, свадьба принцессы Маргарет и Энтони Армстронг-Джонса (лорда Сноудона) в мае 1960 года, начало деколонизации Африки, визит президента США Джона Кеннеди и Первой леди Жаклин Кеннеди в Великобританию (июнь 1961 года), поездка Елизаветы II в Гану (ноябрь 1961 года), учёба принца Чарльза в шотландской школе Гордонстоун, убийство Джона Кеннеди в ноябре 1963 года, отставка третьего премьер-министра королевы Гарольда Макмиллана и приход к власти Александра Дуглас-Хьюма после политического скандала, известного как «Дело Профьюмо», в октябре 1963 года. Второй сезон заканчивается рождением последнего ребёнка королевы в марте 1964 года — принца Эдварда. 
В сезоне появляются такие исторические личности, Джон Ф. Кеннеди, Джеки Кеннеди и лорд Олтринчем.

## В ролях

### Основной состав
- Клэр Фой — королева Елизавета II[3]
- Мэтт Смит — Филипп, герцог Эдинбургский, муж Елизаветы[3]
- Ванесса Кирби — принцесса Маргарет, младшая сестра Елизаветы[3]
- Джереми Нортэм — Энтони Иден, премьер-министр, сменивший Уинстона Черчилля[9]
- Антон Лессер — Гарольд Макмиллан, который последовал за Энтони Иденом в качестве премьера-министра[10]
- Грег Уайз — лорд Маунтбеттен, амбициозный дядя Филиппа и правнук королевы Виктории
- Виктория Хэмилтон — королева Елизавета, королева-мать, жена Георга VI и мать Елизаветы[3]
- Мэттью Гуд — Тони Армстронг-Джонс, общественный фотограф, муж принцессы Маргарет[4]
- Алекс Дженнингс — Дэвид, герцог Виндзорский, ранее король Эдуард VIII, который отрёкся от престола в пользу своего младшего брата Берти, чтобы жениться на Уоллис Симпсон[11]
- Лия Уильямс — Уоллис, герцогиня Виндзорская, американская жена герцога Виндзорского[11]

Актёры, указанные в основных титрах только одного эпизода, где они играют важную роль
- Джемма Уилан — Патриция Кэмпбелл, секретарь, с которой работает Олтринчем, и которая печатает его материалы
- Джон Хеффернан — лорд Олтринчем[англ.], писатель, который подверг королеву резкой критике
- Пол Спаркс — Билли Грэм, американский проповедник, с которым консультируется Елизавета[11]
- Джаред Харрис — король Георг VI, отец Елизаветы, в семье известен как Берти[3]
- Джон Литгоу — Уинстон Черчилль, первый премьер-министр королевы[3]
- Бен Майлз — полковник Питер Таунсенд, бывший шталмейстер Георга VI и бывший жених принцессы Маргарет[12]
- Майкл Си Холл — Джон Ф. Кеннеди, 35-й президент США
- Джоди Бальфур — Джеки Кеннеди, первая леди США
- Бургхарт Клаусснер — Курт Хан, основатель школы «Гордонстаун»
- Финн Эллиот — принц Филипп в 13—16 лет[11]
- Джулиан Бэринг — принц Чарльз в 10—16 лет[11]

### Второстепенный состав
- Уилл Кин — Майкл Адин[англ.]
- Дэниел Ингс — Майкл Паркер
- Хлоя Пирри — Айлин Паркер, жена Майкла Паркера
- Пип Торренс — Томми Ласеллс
- Билли Дженкинс — принц Чарльз в детстве
- Гарри Хадден-Патон — Мартин Чартерис[англ.]
- Клайв Фрэнсис — лорд Солсбери
- Николас Бёрнс — Энтони Наттинг[англ.]
- Лиззи МакИннерни — Маргарет «Бобо» Макдональд
- Люси Рассел — леди Маунтбеттен[англ.], жена Луиса Маунтбеттена
- Джордж Эспри — Уолтер Монктон
- Ричард Элфин — Селвин Ллойд
- Майкл Калкин — Рэб Батлер
- Эдриан Лукис — вице-адмирал сэр Коннолли Абель Смит[англ.]
- Софи Ли Стоун — Алиса, принцесса Греческая и Датская, мать Филиппа
- Гай Уильямс — принц Андрей Греческий, отец Филиппа
- Леони Бенеш — принцесса Сесилия Греческая, сестра Филиппа
- Саймон Пэйсли Дэй — Мерин Льюис
- Марк Тэнди — Сесил Битон
- Сильвестра Ле Тузель — леди Дороти Макмиллан, жена Гарольда Макмиллана
- Кэтрин Бэйли — леди Элизабет Кавендиш[англ.], фрейлина принцессы Маргарет
- Джозеф Клоска — Порчи
- Пол Клэйтон — Боб Бутби[англ.], политик-консерватор
- Йоланда Кеттл — Камилла Фрай, любовница лорда Сноудона
- Эд Купер Кларк — Джереми Фрай[англ.], друг лорда Сноудона
- Элис Хокин — Жаки Чан[англ.], любовница лорда Сноудона
- Райан Сэмпсон — Дадли Мур
- Тим Стид — Джон Профьюмо
- Лайла Барретт-Рай — принцесса Анна в школьном возрасте
- Роберт Айронс — Фредди Бишоп
- Патрик Уорнер — Питер Кук
- Джеймс Лоренсон — Джон Уир[англ.]
- Оливер Молтман — Джим Орр[англ.], секретарь принца Филиппа
- Дэвид Аннен — Алек Дуглас-Хьюм
- Ричард Линтерн — Стивен Уорд
- Грейс и Амелия Гилмур — принцесса Анна в детстве (в титрах не указаны)[13]

### Приглашённые актёры
- Амир Бутрус — Гамаль Абдель Насер
- Алия Таникпаева — Галина Уланова
- Сэм Шпигель — Кристиан Пино, министр иностранных дел Франции
- Хью Фатчер — Давид Бен-Гурион
- Мэттью Марш — Дуайт Эйзенхауэр
- Джанет Хенфри — Вита Сэквилл-Уэст
- Дэниэл Филотт — Адольф Гитлер
- Джулиус Д’Сильва — Барон Нахум[англ.]
- Патрик Райкарт — герцог Норфолк
- Анна Мэдели — Кларисса Иден[англ.], жена Энтони Идена
- Том Дюрант-Притчард — Билли Уоллес[англ.]
- Пип Картер — Колин Теннант[англ.][14]
- Эбигейл Парментер — Джуди Монтаг
- Джош Тейлор — Джонни Далкит
- Джо Херберт — Мэри Чартерис, жена Мартина Чартериса[англ.]
- Дэнни Сапани — Кваме Нкрума, президент Ганы
- Ричард Клиффорд — Норман Хартнелл[англ.]
- Сэм Крэйн — Патрик Планкет
- Джулиан Овенден — Роберт Ф. Кеннеди, 64-й генпрокурор США
- Джеймс Бортвик — Леонид Брежнев, Председатель Президиума Верховного Совета СССР
- Скай Хэллам — Ли Радзивилл
- Джеймс Гарнон — Станислав Радзивилл
- Жак Буде — Шарль де Голль
- Август Витнгенштейн — Георг Донатус, наследный принц Гессенский
- Элиза Содро — София Греческая
- Джош Лэйси — Джонатан Миллер
- Себ Каррингтон — Алан Беннетт
- Клэр Холман — Марина, герцогиня Кентская
- Гала Гордон — Кристин Килер

## Эпизоды
| № общий | № в сезоне | Название                                     | Режиссёр        | Автор сценария              | Дата премьеры  |
| --- | ---------- | -------------------------------------------- | --------------- | --------------------------- | -------------- |
| 11 | 1          | «Несчастный случай» «Misadventure»           | Филип Мартин    | Питер Морган                | 8 декабря 2017 |
| В феврале 1957 года Елизавета и Филипп, находясь на борту яхты Britannia в порту Лиссабона, обсуждают то, как им сохранить разваливающийся брак. Оба понимают, что развод для них — не вариант. Пятью месяцами ранее, когда Филипп готовится отправиться в королевское турне, Елизавета находит в его портфеле фотографию русской балерины Галины Улановой и приходит к убеждению, что у супруга роман на стороне. Президент Египта Гамаль Абдель Насер осуществляет захват Суэцкого канала, принадлежащего Франции и Великобритании. Премьер-министр Великобритании Энтони Иден на заседании правительства заявляет о необходимости военного вмешательства в ответ на действия Насера. О плане Идена начать войну становится известно дяде Филиппа Луису Маунтбеттену, который сообщает новости Елизавете. После встречи королева идёт смотреть балет «Жизель» с участием Улановой. Израильская армия вторгается на территорию Египта. Иден с неохотой признаётся Елизавете, что это нападение является частью тайного соглашения, заключённого правительствами Франции, Соединенного Королевства и Израиля с тем, чтобы вернуть контроль над Суэцким каналом и свергнуть президента Насера. Елизавета вынуждена поддержать премьера и позволить британской армии воевать в Египте. |            |                                              |                 |                             |                |
| 12 | 2          | «Компания мужчин» «The Company of Men»       | Филип Мартин    | Питер Морган                | 8 декабря 2017 |
| В декабре 1956 года Иден под влиянием международного политического давления вынужден вывести британские войска из Египта. Сам он по рекомендации врача отправляется в отпуск на Ямайку. Филипп продолжает королевский тур. Он соглашается дать интервью для газеты, однако прерывает беседу, когда журналистка начинает расспрашивать о тёмном прошлом его семьи. После спасения моряка, потерпевшего кораблекрушение, Филипп проводит время на острове в компании туземцев. На Рождество Филипп выступает с обращением по радио, в ответной речи Елизавета отмечает, как сильно семья ждёт его возвращения. Айлин Паркер, жена личного секретаря Филиппа Майкла, подает на развод, убедившись, что муж изменяет ей. Личный секретарь Елизаветы Майкл Адин и его помощник Мартин Чартерис обеспокоены тем, что заявление о разводе может заставить прессу заподозрить в измене Филиппа и разрушить репутацию королевского брака. |            |                                              |                 |                             |                |
| 13 | 3          | «Лиссабон» «Lisbon»                          | Филип Мартин    | Питер Морган                | 8 декабря 2017 |
| Иден возвращается с Ямайки и узнаёт, что утратил доверие правительства и Консервативной партии, которые обвиняют его в последствиях Суэцкого кризиса. Он сообщает Елизавете, что уходит в отставку по состоянию здоровья. Пост премьер-министра занимает Гарольд Макмиллан. Адин просит ушедшего в отставку Ласеллса заставить Айлин передумать по поводу развода, но та непреклонна. Елизавета, Филипп и Паркер узнают о намерениях Айлин. Елизавета пытается уговорить Айлин отложить публичное заявление о расставании с мужем, но та отказывается сделать одолжение. Информация о разводе становится общедоступной, после чего Филипп вынужден уволить Паркера. После окончания турне Филипп и Елизавета укрываются от внимания публики на борту «Britannia» в Лиссабоне, где Филипп выражает своё крайнее недовольство тем, что он вечно находится на вторых ролях, а его 8-летний сын превосходит его по титулу. 22 февраля 1957 года Филипп получает титул принца и теперь официально именуется «Его Королевское Высочество принц Филипп, герцог Эдинбургский». |            |                                              |                 |                             |                |
| 14 | 4          | «Берилл» «Beryl»                             | Бенджамин Карон | Эми Дженкинс и Питер Морган | 8 декабря 2017 |
| Незадолго до дня рождения Маргарет принимает предложение о браке со своим другом Билли Уоллесом. Однако она передумывает выходить замуж, когда обнаруживает будущего жениха пьяным и отходящим от ранения на дуэли в день объявления о помолвке, которое должно было состояться во время торжественного празднования десятилетней годовщины свадьбы Елизаветы и Филиппа. На одной из вечеринок Маргарет знакомится с фотографом Энтони Армстронг-Джонсом и увлекается им. Позднее он приглашает её в свою студию на фотосессию. Устав от традиционных фотографий на день рождения, Маргарет отдаёт в газету «The Times» свой снимок в полуобнаженном виде. Эта публикация шокирует Елизавету и королевскую семью. Жена Макмиллана Дороти обещает мужу закончить свою давнюю интрижку на стороне, но премьер-министр подслушивает её разговор с любовником по телефону. |            |                                              |                 |                             |                |
| 15 | 5          | «Марионетки» «Marionettes»                   | Филиппа Лоуторп | Питер Морган                | 8 декабря 2017 |
| В Великобритании разгорается конституционный кризис после того, как редактор журнала лорд Олтринчем публикует статью с резкой критикой в адрес Елизаветы и монархии в целом. Этот материал появляется после того, как Олтринчем слышит по радио выступление королевы перед работниками автозавода «Jaguar» и неуместную речь, написанную её помощниками и придворными. Изначально газеты и общественность не поддерживают лорда, однако они изменяют своё мнение, когда он появляется на телеканале ITV и заявляет, что монархия должна учитывать реалии, в которых оказалось британское общество после Второй мировой войны и Суэцкого кризиса. Макмиллан напоминает Елизавете о том, что монархий в мире становится всё меньше: они превращаются в республики. Королева тайно встречается с Олтринчемом. Впоследствии она пользуется двумя рекомендациями лорда — организует телетрансляцию Рождественской речи и отменяет Бал дебютанток. Королева-мать в разговоре с Елизаветой выражает своё крайнее недовольство тем, что монархия постепенно утрачивает свой авторитет. |            |                                              |                 |                             |                |
| 16 | 6          | «Прошлое» «Vergangenheit»                    | Филиппа Лоуторп | Питер Морган                | 8 декабря 2017 |
| В 1945 году в Германии немецкий офицер приводит американских солдат к закопанному в лесу ящику с секретными дипломатическими документами, которые доставляют в замок Марбург. О содержании бумаг проинформирован премьер-министр Великобритании Уинстон Черчилль, который сообщает о них королю Георгу VI и его супруге. Черчиллю приказывают любой ценой не допустить публикации документов, которые могут нанести непоправимый ущерб королевской семье. — В 1958 году, незадолго до встречи с американским религиозным деятелем, пастором баптистской церкви Билли Грэмом, Елизавета получает письмо от своего дяди Эдуарда, герцога Виндзорского, с просьбой разрешить ему вернуться в Великобританию якобы для написания книги. Она одобряет его прошение, Эдуард возвращается на родину и с помощью своих друзей и союзников начинает поиск для себя высоких должностей. Группа историков, занимавшихся изучением документов о Второй мировой войне, настаивает на публикации секретных документов, получивших название «Марбургские файлы». Макмиллан информирует Елизавету о сложившейся ситуации. Он и королева-мать объясняют, что бумаги содержат переписку Эдуарда с верховным нацистским командованием. После разговора с дядей, который проходит вопреки запланированному сценарию, Елизавета отправляется за советом к Томми Ласеллсу. Тот рассказывает, что связи Эдуарда с нацистами были очень тесными, и он даже настаивал на бомбардировках Великобритании, чтобы заставить её искать мира с Германией. Королева повторно встречается с преподобным Грэмом и просит о духовной помощи. Она решает выслать Эдуарда из страны и разрешает публикацию Марбургских файлов, в том числе многочисленных фотографий Эдуарда с нацистами, включая Гитлера.      |            |                                              |                 |                             |                |
| 17 | 7          | «Брачные узы» «Matrimonium»                  | Бенджамин Карон | Питер Морган                | 8 декабря 2017 |
| В августе 1959 года принцесса Маргарет получает письмо из Брюсселя от Питера Таунсенда, который сообщает, что обручился с 19-летней девушкой. В качестве ответной меры Маргарет вынуждает Тони Армстронга-Джонса сделать ей предложение о браке. Однако поскольку Елизавета беременна, предписания королевского протокола запрещают до рождения ребёнка монарха делать другие семейные заявления, в том числе и о помолвке Маргарет. Эдин и Ласеллс сообщают Елизавете, что Тони состоит в сексуальных отношениях с несколькими другими женщинами, а также спит со своим лучшим другом Джереми Фраем и его женой, которая, возможно, беременна от Армстронга-Джонса. 19 февраля 1960 года у Елизаветы появляется на свет сын Эндрю. Она решает не говорить Маргарет о бурной личной жизни её жениха. Три месяца спустя, 6 мая 1960 года, Маргарет и Армстронг-Джонс устраивают пышную свадьбу в Вестминстерском аббатстве. |            |                                              |                 |                             |                |
| 18 | 8          | «Дорогая миссис Кеннеди» «Dear Mrs. Kennedy» | Стивен Долдри   | Питер Морган                | 8 декабря 2017 |
| В июне 1961 года Елизавета приглашает нового президента США Джона Ф. Кеннеди и его жену Джеки на званый ужин и проводит для первой леди экскурсию по Букингемскому дворцу. Королеве кажется, что она нашла общий язык с миссис Кеннеди, однако затем она узнаёт, что Джеки крайне нелестно отозвалась о дворце и о самой королеве. Елизавета отправляется в Гану, чтобы встретиться с президентом Кваме Нкрума, собирающегося строить социалистическую Африку и поддерживающего тесные связи с Советским Союзом. Королева убеждает Нкрума прервать все отношения с СССР и возобновить сотрудничество с Западом в обмен на согласие станцевать с ним фокстрот. Вскоре Джеки неожиданно прибывает в Великобританию и навещает Елизавету в Виндзорском замке, где извиняется за свои оскорбительные комментарии и объясняет, что во время визита в Лондон находилась под влиянием «стимуляторов». Два года спустя, после просмотра новостей об убийстве президента Кеннеди, Елизавета объявляет недельный траур в Великобритании и пишет Джеки письмо с выражением сочувствия. |            |                                              |                 |                             |                |
| 19 | 9          | «Отец семейства» «Paterfamilias»             | Стивен Долдри   | Том Эдж и Питер Морган      | 8 декабря 2017 |
| В мае 1962 года королева Елизавета и Луис Маунтбеттен готовят Чарльза к поступлению в Итонский колледж, однако Филипп настаивает на том, чтобы сын обучался в школе Гордонстоун в Шотландии, где ранее учился сам Филипп. Филипп лично сопровождает Чарльза в Шотландию и вспоминает время, проведённое в этой школе, где он был объектом травли. Ученики постоянно оскорбляли его, вспоминая о его сёстрах-нацистках и сошедшей с ума матери, помещённой в психушку. Филипп был наказан за драку с другим студентом и был вынужден строить главные ворота школы во время зимних каникул. Он вспоминает смерть своей любимой старшей сестры Сесилии и её семьи в авиакатастрофе, произошедшей в ноябре 1937 года. На поминках мать Филиппа не узнаёт сына, а его отец, принц Андрей, обвиняет его в гибели сестры. Чарльз участвует в ежегодном кроссе Гордонстоуна по пересечённой местности, но в самом начале сходит с дистанции. Во время полёта из Гордонстоуна в Лондон Филипп называет Чарльза «слабаком». Чарльз проучился в Гордонстоуне ещё пять лет. Позже он описывал своё пребывание в той школе как «тюремный срок» и «кромешный ад». Когда он сам становится отцом, то отправляет сыновей в Итонский колледж. |            |                                              |                 |                             |                |
| 20 | 10         | «Таинственный человек» «Mystery Man»         | Бенджамин Карон | Питер Морган                | 8 декабря 2017 |
| В апреле 1963 года в правительстве Великобритании разгорается политический скандал после того, как становится известно о связи военного министра Джона Профьюмо и модели Кристин Килер. Как выясняется, Килер также состоит в близких отношениях с советским шпионом — капитаном Евгением Ивановым, помощником военно-морского атташе посольства СССР в Лондоне. Кристин допрашивают по поводу фотографии «таинственного мужчины» на вечеринке, устроенной лондонским остеопатом Стивеном Уордом, которого полиция обвиняет в сводничестве и безнравственном поведении. После публикации снимка в СМИ начинаются спекуляции по поводу личности незнакомца. Полиция считает, что на фото запечатлен Профьюмо, а Маргарет и Тони подозревают, что таинственный мужчина похож на Филиппа. Спустя некоторое время Уорд совершает самоубийство. Среди его вещей полиция находит нарисованный Уордом портрет Филиппа. В свете последних событий Макмиллан решает подать в отставку по состоянию здоровья. В качестве своего преемника на посту премьер-министра он советует Елизавете назначить Алека Дуглас-Хьюма. В загородном поместье в Шотландии Елизавета расспрашивает Филиппа по поводу его отношений с Уордом, однако Филипп утверждает, что посещал остеопата лишь несколько раз в связи с больной шеей. Он категорически отрицает участие в вечеринках Уорда и настаивает, что не является тем самым загадочным мужчиной с фотографии. Елизавета также демонстрирует супругу фотографию Галины Улановой, которую ранее обнаружила в его чемодане, и Филипп погружается в молчание, не зная, что сказать по этому поводу. После долгой паузы он заверяет Елизавету в своей любви и поддержке. 10 марта 1964 года у Елизаветы рождается четвёртый ребёнок — сын Эдвард. |            |                                              |                 |                             |                |

## Релиз
Второй сезон был полностью выпущен на Netflix по всему миру 8 декабря 2017 года. Второй сезон был выпущен на DVD и Blu-ray в Великобритании 22 октября 2018 года и по всему миру 13 ноября 2018 года.

## Реакция
На сайте Rotten Tomatoes у второго сезона рейтинг 90% на основе 82 отзывов, со средним рейтингом 8,35/10. Консенсус сайта гласит: «„Корона“ продолжает своё правление с уверенным в себе вторым сезоном, который балует высокой драмой и роскошными костюмами». На сайте Metacritic второй сезон имеет рейтинг 87 из 100, на основе 27 отзывов, что указывает на «всеобщее признание».
Фой и Смит получили большую похвалу от критиков. Чанселлор Агард из «Entertainment Weekly» написал: «Как всегда, Клэр Фой выступает удивительно сдержанно». Обозревая первый эпизод, Гэбриел Тейт из «The Daily Telegraph» написал, что Фой и Смит «редко были лучше». Хьюго Рифкинд из «The Times» сказал: «В то время как ярые монархисты могут рассердиться из-за того, как это происходит, для остальных становится лучше и лучше».
Элисон Кин из «Collider» сказала: «Каждый новый эпизод накладывает свой отпечаток и рассказывает свою собственную полную историю... Это ещё один исключительно сильный телевизионный сезон, полный захватывающей драмы и потрясающего величия». Крутика Маликарджуна из «TV Guide» утверждала, что публику увлекает знаменитость королевских особ и звёздная власть, и сказала: «Великолепие этого обрамления становится ясным, когда шоу превращается в „Настоящих домохозяек“ Букингема». Софи Гилберт из «The Atlantic» написала, что изображение монарха, который «предпочёл бы жить любой другой жизнью», является «захватывающим», и что оно «великолепно снято, с безупречным воссозданием всего, от тронного зала в Букингемском дворце до больничной палаты 1950-х годов. И это удивительно смешно».
Критик Джон Андерсон из «The Wall Street Journal» сказал: «„Корона“ достигает полной сексуальности без секса. Маргарет, в интерпретации Ванессы Кирби, тлеет, как и Елизавета, по крайней мере иногда». Меган О'Киф из «Decider» написала, что сезон «продолжает романтизировать британскую королевскую семью, но романтика исходит от того, насколько они нормальны, а не божественны».
Менее комплиментарные отзывы критиковали сезон за то, как некоторые посчитали, что он не смог удовлетворить эмоциональную интенсивность первого сезона. Джон Дойл написал для «Globe and Mail», что несмотря на то, что он «роскошно сделан» и «захватывающий дух», он «теперь склоняется к трёхслойному плакальщику о браке. Он стал меньше, чем он был раньше, и представляет интерес только для поклонников монархии». Алан Сепинуолл из «Uproxx» добавил: «Многие из ран сезона были нанесены им самим», и что принц Филипп «всё ещё кажется плаксивым взрослым ребёнком». Фил Оуэн из «The Wrap» описал сезон как «дрянной» и увидел сухую комедию в изображении Нортэмом премьер-министра Энтони Идена: «Я предполагаю, что создатель Питер Морган хотел, чтобы это было комедией. На самом деле нет никакого другого объяснения тому, почему Джереми Нортэм сыграл премьер-министра Энтони Идена так, как будто у него нервный срыв в каждой сцене».